# فین کازین داوسون
فین کازین داوسون (انگلیسی: Finn Cousin-Dawson؛ زادهٔ ۴ ژوئیهٔ ۲۰۰۲) بازیکن فوتبال اهل بریتانیا است.
وی همچنین در تیم ملی فوتبال زیر ۲۱ سال ایرلند شمالی بازی کرده‌است.